# Litteraturåret 1953

## Händelser

### Okänt datum
- En kommitté för att utreda barnens läsvanor tillsätts i Stockholm, Sverige hålls ett protestmöte[1].
- Hugopriset delas ut för första gången.
- Boklotteriet delar för första gången ut Litteraturfrämjandets stora pris
- H. C. Artmann formulerar en Acht-Punkte-Proklamation des poetischen Actes (Åtta-punkts-proklamation om den poetiska akten) inom Wiener Gruppe.
- Lawrence Ferlinghetti grundar bokförlaget och bokhandeln City Lights Books i San Francisco.

## Priser och utmärkelser
- Nobelpriset – Winston Churchill, Storbritannien[2]
- Bellmanpriset – Gunnar Ekelöf
- BMF-plaketten – Vilhelm Moberg för Invandrarna
- De Nios Stora Pris – Tage Aurell
- Doblougska priset – Ivar Lo-Johansson, Sverige och Gunnar Reiss-Andersen, Norge
- Eckersteinska litteraturpriset – Ella Hillbäck
- Kungliga priset – Carl Fries
- Letterstedtska priset för översättningar – Anders Österling för Nya tolkningar
- Litteraturfrämjandets stora pris – Ivar Lo-Johansson
- Svenska Akademiens översättarpris – Nils Holmberg
- Svenska Dagbladets litteraturpris – Sara Lidman och Oscar Parland
- Tidningen Vi:s litteraturpris – Arvid Brenner, Bengt Söderbergh, Ann Mari Falk, Edith Unnerstad, Harald Victorin och Britt G. Hallqvist
- Övralidspriset – Per Hallström

## Nya böcker

### 0 – 9
- 9 elegier av Elsa Grave

### A – G
- Aftonland av Pär Lagerkvist
- Begravningar är farliga av Agatha Christie
- Carnivora av Lars Gyllensten
- Casino Royale av Ian Fleming
- Cikada av Harry Martinson
- Den förlorade porten av Alejo Carpentier
- Den lustgård som jag minns (berättelse om författarens barndom) av Frans G. Bengtsson
- Det gamla riket av Vilhelm Moberg
- Egna historier av Birger Vikström
- Elegi över en förlorad sommar av Paul Andersson
- Fahrenheit 451 av Ray Bradbury
- Folkets hus av Jan Myrdal
- Förebud av Werner Aspenström
- Gårdfarihandlaren av Ivar Lo-Johansson

### H – N
- Kalle Blomkvist och Rasmus av Astrid Lindgren[3]
- Kanelbiten av Lars Ahlin
- Kati i Paris av Astrid Lindgren[3]
- Mannen från tåget av Janne Bergquist
- Medan staden sover av Per Anders Fogelström
- Människans revolt av Albert Camus
- Nya vakten av Vilhelm Ekelund

### O – U
- Peter av Folke Fridell
- Romantisk berättelse av Eyvind Johnson
- Silvertronen av C.S. Lewis
- Slingerbultar av Emil Hagström
- Slocknad är elden av Inga Ehrström
- Spirit of St. Louis av Charles Lindbergh
- Tankar i gröngräset (nyutgåva 1953 av tidigare essäer, urval enligt A Walk to an Ant Hill) av Frans G. Bengtsson
- Tjärdalen av Sara Lidman (debut)
- Varning för okänd planet av Robert A. Heinlein

### V – Ö
- Vägen heter smal av Jan Fridegård

## Födda
- 8 februari – Inger Lindahl, svensk barnboksförfattare.
- 10 februari – John Shirley, amerikansk science fiction-författare.
- 2 mars – Rolf Johansson, svensk författare.
- 5 mars – Katarina Frostenson, svensk poet.
- 10 mars – Åke Edwardson, svensk deckarförfattare och journalist.
- 12 april – Niklas Rådström, svensk författare och dramatiker.
- 6 mars – Jan Kjærstad, norsk författare.
- 8 maj – Anita Goldman, svensk författare och journalist.
- 10 maj – Ralf Rothmann, tysk författare.
- 1 juli – Mark Terrill, amerikansk poet och översättare.
- 2 juli – Lars Sund, finlandssvensk författare.
- 17 augusti – Herta Müller, rumänsk-tysk författare, nobelpristagare 2009.
- 14 november – Dominique de Villepin, fransk diplomat, poet och politiker, utrikesminister 2002–04.
- okänt datum – Kjell Eriksson, svensk författare.

## Avlidna
- 4 januari – Jindřich Heisler, 38, tjeckisk poet.
- 30 juni – Elsa Beskow, 79, svensk barnboksförfattare och illustratör.
- 5 oktober – Hjalmar Lundgren, 73, svensk författare.
- 8 oktober – Natanael Beskow, 88, författare, konstnär, psalmdiktare, teolog och socialarbetare.
- 8 november – Ivan Bunin, 83, rysk författare, nobelpristagare 1933.
- 9 november – Dylan Thomas, 39, walesisk författare.
- 27 november – Eugene O'Neill, 65, amerikansk dramatiker, nobelpristagare 1936.

### Fotnoter
1. ↑  Swecomics
2. ↑  ”Nobelpriset i litteratur”. https://www.nobelprize.org/prizes/lists/all-nobel-prizes-in-literature/. Läst 20 mars 2011.
3. 1 2  ”Astrid Lindgren”. http://www.astridlindgren.se/verken/bocker/textbocker. Läst 21 mars 2011.